# Стажиці (Старгардський повіт)
Стажиці (пол. Starzyce) — село в Польщі, у гміні Хоцивель Старгардського повіту Західнопоморського воєводства.
Населення — 330 осіб (2011).
У 1975-1998 роках село належало до Щецинського воєводства.

## Демографія
Демографічна структура станом на 31 березня 2011 року:
|          | Загалом | Допрацездатний вік | Працездатний вік | Постпрацездатний вік |
| -------- | ------- | ------------------ | ---------------- | -------------------- |
| Чоловіки | 161     | 46                 | 105              | 10                   |
| Жінки    | 169     | 47                 | 96               | 26                   |
| Разом    | 330     | 93                 | 201              | 36                   |